# The Hanging Tree
The Hanging Tree – piosenka z filmu Igrzyska śmierci: Kosogłos. Część 1, wykonana przez odtwórczynię głównej roli, aktorkę Jennifer Lawrence.
Utwór rozpoczyna się śpiewem wykonywanym a capella przez Jennifer Lawrence, do którego w finale dołączają orkiestra i chór. Tekst piosenki pochodzi z powieści Suzanne Collins Kosogłos, muzykę skomponowali Jeremiah Fraites i Wesley Schultz z amerykańskiego zespołu indie folckowego The Lumineers. Za orkiestrację odpowiedzialny był James Newton Howard.
Piosenka, umieszczona na oficjalnym soundtracku skomponowanym przez Jamesa Newtona Howarda, jest w filmie wykonywana przez odtwarzaną przez Jennifer Lawrence główną postać Katniss Everdeen i staje się hymnem buntowników walczących przeciwko władzy Kapitolu. Obawiająca się śpiewania przed publicznością Lawrence początkowo odmawiała wykonania utworu i nie była zadowolona z końcowego nagrania.
Piosenka dotarła do 12 miejsca w zestawieniu Hot 100 i 5 w ARIA Charts. W Stanach Zjednoczonych sprzedano ponad milion kopii w formacie digital download.